# Hahn (Rhénanie-Palatinat)
Pour les articles homonymes, voir Hahn.
Hahn est une municipalité du Verbandsgemeinde Kirchberg, dans l'arrondissement de Rhin-Hunsrück, en Rhénanie-Palatinat, dans l'ouest de l'Allemagne.

## Économie
Sur le territoire de la commune, une ancienne base aérienne américaine a été reconvertie en aéroport civil d'où partent de nombreux vols, c'est en particulier une escale importante de Ryan Air.